# Dolina Bolechowicka
Dolina Bolechowicka – dolina na Wyżynie Olkuskiej, znajdująca się między Karniowicami a Bolechowicami, około 15 km od Krakowa. Wchodzi w skład Parku Krajobrazowego Dolinki Krakowskie. Wejście do dolinki stanowi tzw. Brama Bolechowicka zbudowana z wapiennych, widocznych z daleka skał o wysokości ok. 25 m. Tuż przed bramą oraz zaraz za nią znajdują się na łagodnych zboczach niewielkie łąki, na których zwykle odpoczywają turyści. Później dolina zwęża się tworząc zalesiony parów. Dnem doliny płynie niewielki potok Bolechówka, w skałach przed Bramą Bolechowicką znajduje się duże źródło krasowe, uznane za pomnik przyrody.
Jest to jedna z najkrótszych podkrakowskich dolinek (ma długość około 1,5 km), ale bardzo atrakcyjna widokowo. Kilkaset metrów od Bramy Bolechowickiej idąc w głąb doliny, znajduje się dwustopniowy wodospad – rzadkość na terenie Jury Krakowsko-Częstochowskiej. Zbocza doliny w jej dolnej części pokrywają lasy grądowe, wyżej dominuje bór mieszany z przewagą sosny zwyczajnej i dębu bezszypułkowego. Na wylesionych, stromych zboczach znajdują się murawy kserotermiczne. Tablice opracowane przez specjalistów z Akademii Górniczo-Hutniczej w Krakowie w ramach projektu Małopolski Szlak Geoturystyczny informują o budowie geologicznej tego wąwozu. Wapienie budujące dolinę pochodzą z okresu jury. Są to głównie skaliste rafopodobne wapienie z domieszkami wapieni okruchowych. Powstały w płytkim morzu, jakie w późnej jurze znajdowało się na tych terenach. Ich budowa geologiczna wskazuje, że znajdują się one w rozległej, związanej z trzeciorzędowymi ruchami tektonicznymi strefie przyuskokowej oddzielającej Wyżynę Olkuską od Rowu Krzeszowickiego.
Wapienne podłoże sprzyja procesom krasowym, m.in. powstawaniu jaskiń i schronisk. Jest ich w Dolinie Bolechowickiej dziesięć: Jaskinia Bezimienna, Jaskinia Bliźniacza, Jaskinia Krzywa, Jaskinia na Skałce, Okno Sokole Pierwsze, Okno Sokole Drugie, Okno Sokole Trzecie, Okno Sokole Czwarte, Rura nad Sokolimi Oknami, Schronisko obok Jaskini na Skałce.
Od 1968 r.  Dolina Bolechowicka objęta jest ochroną rezerwatową. W południowej części doliny (od Bramy Bolechowickiej zaczynając) znajduje się częściowy rezerwat przyrody Wąwóz Bolechowicki. Dozwolona jest w nim na określonych warunkach wspinaczka skalna. Bramę Bolechowicką tworzą skały Filar Abazego po stronie wschodniej oraz Filar Pokutników po stronie zachodniej. Pozostałe skały w dolinie to Ciemny Mur, Ostra Turniczka, Palec, Piętrowa Turniczka, Poprzeczna Grzęda, Turnia z Grotami, Zamarła Turnia, Jaruga. Trenowali na nich najwybitniejsi polscy alpiniści i himalaiści, dokonano tutaj wiele pierwszych, ważnych w historii polskiej wspinaczki przejść. W 2019 roku na skałach Doliny Bolechowickiej jest łącznie 108 dróg wspinaczkowych o bardzo zróżnicowanej trudności od I do VI.6 w skali polskiej. Wspinaczki odbywają się na pięciu skałach.
|  |  |  |  |  |  |

## Szlaki turystyczne
– z Bolechowic do wylotu Wąwozu Bolechowickiego.
 – z Ojcowskiego Parku Narodowego przez górną część Doliny Kluczwody i Wierzchowie, Zelków, Dolinę Bolechowicką (w dół), Karniowice, Kobylany, Dolinę Kobylańską, Będkowice, Dolinę Będkowską, Dolinę Szklarki do Paczółtowic.